# Harrison Dillard
Harrison Dillard (n. 8 iulie 1923, Cleveland, Ohio, SUA – d. 15 noiembrie 2019, Cleveland, Ohio, SUA) a fost un atlet american, laureat cu patru medalii de aur olimpice.

## Carieră
Americanul a fost specializat în proba de 110 m garduri. A avut o serie fără precedent de 82 de victorii consecutive, dar în 1948 a fost învins în mod surprinzător de William Porter.  În schimb s-a calificat pentru Jocurile Olimpice din acel an la 100 de metri. La Londra atletul a cucerit aurul la 100 m și cu echipa americană de ștafetă de 4×100 de metri.
Patru ani mai târziu, Dillard s-a calificat pentru Jocurile Olimpice din 1952, la Helsinki, în proba sa preferată. Într-o cursă strânsă, Dillard a devenit campion olimpic în proba de 110 metri garduri în fața compatriotului său Jack Davis. Împreună cu echipa SUA, a câștigat a patra sa medalie de aur în ștafeta de 4×100 de metri.
Harrison Dillard este singurul atlet care a câștigat aurul atât la 100 m cât și la 110 m garduri. În 2019 a decedat la vârsta de 96 de ani.

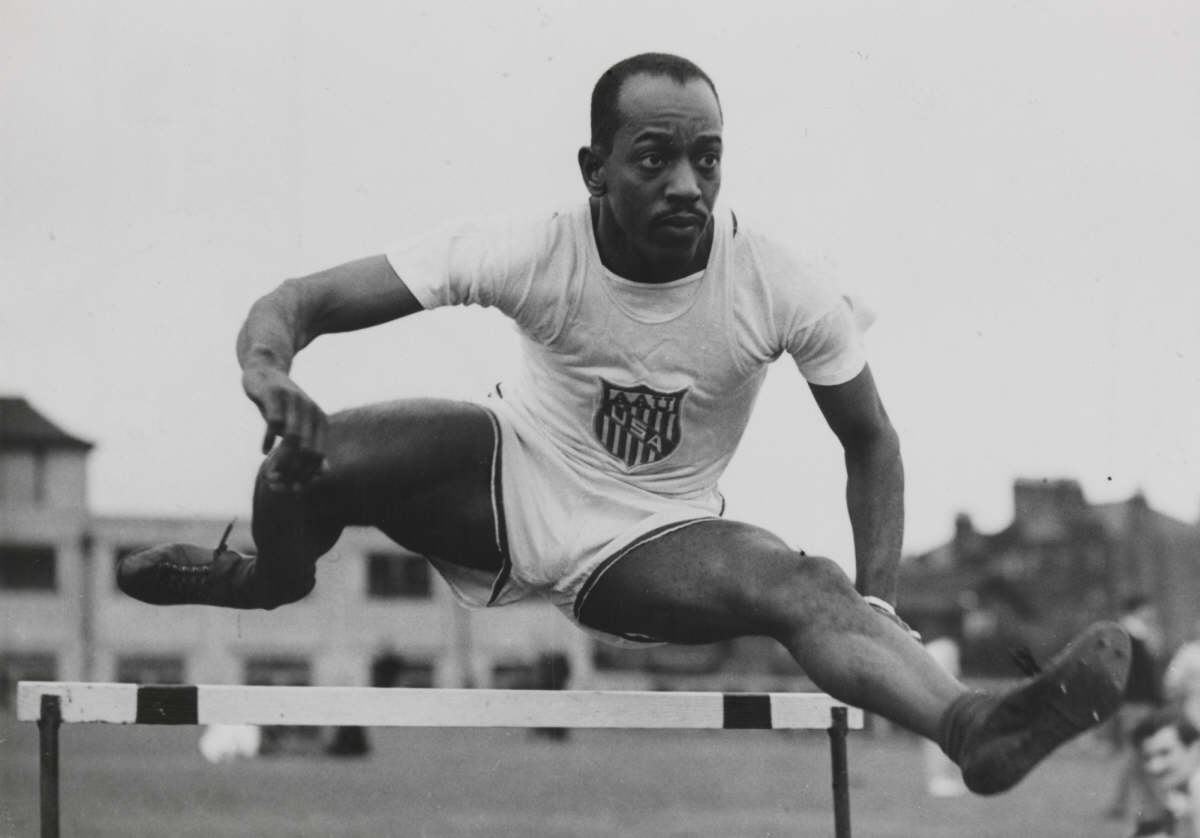
Harrison Dillard
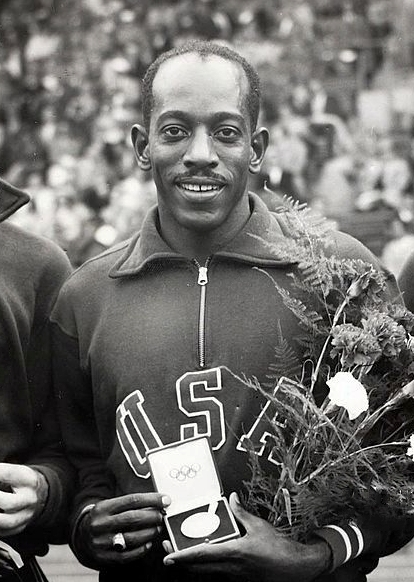
La JO din 1952

## Realizări
| An   | Competiție        | Locație                | Loc | Eveniment     | Note |
| ---- | ----------------- | ---------------------- | --- | ------------- | ---- |
| 1948 | Jocurile Olimpice | Londra, Marea Britanie | 1   | 100 m         | 10,3 |
| 1948 | Jocurile Olimpice | Londra, Marea Britanie | 1   | 4x100 m       | 40,6 |
| 1952 | Jocurile Olimpice | Helsinki, Finlanda     | 1   | 110 m garduri | 13,7 |
| 1952 | Jocurile Olimpice | Helsinki, Finlanda     | 1   | 4x100 m       | 40,1 |